# ジョエル・ドーン
ジョエル・ドーン（Joel Dorn、1942年4月7日 - 2007年12月17日）は、アメリカ合衆国の音楽プロデューサー。ペンシルベニア州フィラデルフィア出身。アトランティック・レコードの専属プロデューサーとして働いた後、フリーのプロデューサーとして活動を続け、さらに32レコード、レーベルM、Hyenaといった自身のレコードレーベルを設立した。

## 来歴

### アトランティック・レコードでの仕事
1961年よりフィラデルフィアでラジオDJとして働き、その後ネスヒ・アーティガンによってアトランティック・レコードにスカウトされ、ヒューバート・ロウズのアルバム『ザ・ロウズ・オブ・ジャズ』（1964年録音）がプロデューサーとしての初仕事となった。1967年からは正式にアトランティックのスタッフとなり、アーティガンのアシスタントを務める。
1960年代にはローランド・カーク、ハービー・マン、マックス・ローチ、フレディ・ハバード、ジャック・マクダフ、シャーリー・スコット、モーズ・アリソン、レス・マッキャン他多数のジャズ・ミュージシャンの作品を手掛けた。また、1969年以降はR&B歌手ロバータ・フラックとの仕事も多くなり、1970年代にはオールマン・ブラザーズ・バンドやドン・マクリーン等、ロック/ポップスの仕事の比重も増していった。
1972年度のグラミー賞では「愛は面影の中に」によってフラックと共に最優秀レコード賞を受賞し、翌年にもフラックの「やさしく歌って」で同賞を受賞した。また、友人のドク・ポーマスから無名時代のベット・ミドラーを紹介され、彼女のデビュー・アルバム『The Divine Miss M』（1972年）も手掛けた。
ソングライターとしての仕事は少ないが、1970年代にはモンゴ・サンタマリアの「ヒッポ・ウォーク」、ロバータ・フラックの曲「ゴー・アップ・モーゼズ」（アルバム『クヮイエット・ファイア』に収録）といった曲に共作者としてクレジットされた。

### アトランティック退社後
1974年にアトランティックを退社し、それ以後もレオン・レッドボーン、アスリープ・アット・ザ・ホイール、ミンク・デヴィル、ルー・ロウルズ他多数のアーティストの作品を手掛けた。とりわけ、ネヴィル・ブラザーズのアルバム『ファイヨー・オン・ザ・バイユー』（1981年）はドーンの自信作となり、ドーンは『ローリング・ストーン』誌において「レコード作りが終わった時に100パーセント満足するなんて、滅多にないことだよ。『ファイヨー・オン・ザ・バイユー』は私のキャリアの頂点だと感じた」とコメントしている。なお、ドーンはネヴィル・ブラザーズのメンバーのアーロン・ネヴィルを高く評価しており、ネヴィル、ダスティ・スプリングフィールド、フランキー・ヴァリの3人によるコラボレーション・アルバムも構想していたが、実現しなかった。
また、自身のレーベルも経営し、ジャズの旧譜のリイシューに力を入れた。1980年代以降はリイシュー関連の仕事が中心となるが、1990年代にもジュディ・コリンズ、アルトゥーロ・サンドヴァル、レオン・パーカーといった現役ミュージシャンの作品を手掛けた。1998年には、自身のレーベル「32レコード」から発売したジャズのコンピレーション・アルバム『Jazz for a Rainy Afternoon』が『ビルボード』のジャズ・アルバム・チャートで1位を獲得し、それを機に『Jazz for…』と呼ばれるコンピレーション・アルバムのシリーズを継続的に発売した。ドーンによれば、シリーズ全体の売り上げは1999年の時点で25万枚にも及んだという。
2005年には、息子のアダムと共同でワーデル・カゼア・オーケストラによる「この素晴らしき世界」のカヴァー（チャリティ・アルバム『アワ・ニューオリンズ』に提供）をプロデュースした。
晩年は音楽ダウンロードを批判し、音楽業界に対して絶望感を抱いていたという。

## 死去
2007年12月17日、ニューヨークで心臓発作により死去した。恩人ネスヒ・アーティガンに捧げた5枚組トリビュート・アルバム『Hommage à Nesuhi』の編纂が生涯最後の仕事となり、このアルバムは、ドーンの死から1年後の2008年12月に発売された。ドーンの死から4日後には、ドン・マクリーンが自身の公式サイトで追悼コメントをアップし、「ジョエルは見返りを気にせず、ひたすら与えてくれる人物で、僕のことや僕がアーティストとして試みていることを本当に理解してくれた唯一のプロデューサーだった」と述べている。
2008年8月にはリンカーン・センターでドーンの追悼コンサートが開催され、息子のアダムに加えてロバータ・フラック、モーズ・アリソン、ブラック・ヒート、ドクター・ジョン、コーネル・デュプリー、ワーデル・ケゼルグ、レス・マッキャンらが5千人の観客の前でパフォーマンスを行った。

## 人物
7歳の頃に流行性耳下腺炎にかかり、その後遺症で右耳の聴力が殆ど失われた。そのため、「私はステレオを聴いたことがない」とジョークで発言したこともあり、実際の仕事でもモノラル録音が中心だったが、ネヴィル・ブラザーズの『ファイヨー・オン・ザ・バイユー』等はステレオ録音である。自分に大きな影響を与えた人物として、ソングライター・コンビのジェリー・リーバーとマイク・ストーラー、プロデューサーのフィル・スペクターを挙げている。
息子の1人アダムはミュージシャン（ボーカリスト、ベーシスト）で、1998年にモーシャン・ワーカー名義でレコード・デビューした。